# AMD APU
AMD Accelerated Processing Unit (APU), anteriormente conhecida como Fusion, é uma série de microprocessadores de 64 bits da Advanced Micro Devices (AMD), combinando uma unidade de processamento central (CPU) AMD64 de uso geral e uma unidade de processamento gráfico integrado 3D (IGPU) em um único chip.
A AMD anunciou a primeira geração de APUs, Llano para alto desempenho e Brazos para dispositivos de baixo consumo, em janeiro de 2011. A segunda geração Trinity para alto desempenho e Brazos-2 para dispositivos de baixo consumo foram anunciadas em junho de 2012. A terceira geração Kaveri para dispositivos de alto desempenho foi lançada em janeiro de 2014, enquanto Kabini e Temash para dispositivos de baixo consumo foram anunciados no verão de 2013. Desde o lançamento da microarquitetura Zen, as APUs Ryzen e Athlon foram lançadas no mercado global como Raven Ridge na plataforma DDR4, após Bristol Ridge um ano antes.
A AMD também forneceu APUs semi-personalizadas para consoles a partir do lançamento dos consoles de videogame de oitava geração Sony PlayStation 4 e Microsoft Xbox One.

## História
O projeto AMD Fusion começou em 2006 com o objetivo de desenvolver um sistema em um chip que combinasse uma CPU com uma GPU em um único chip. Esse esforço foi impulsionado pela aquisição da fabricante de chipsets gráficos ATI pela AMD em 2006. O projeto supostamente exigiu três iterações internas do conceito Fusion para criar um produto considerado digno de lançamento. Os motivos que contribuíram para o atraso do projeto incluem as dificuldades técnicas de combinar uma CPU e uma GPU no mesmo chip em um processo de 45 nm e visões conflitantes sobre qual deveria ser o papel da CPU e da GPU no projeto.
A primeira geração de APUs para desktop e laptop, codinome Llano, foi anunciada em 4 de janeiro de 2011 na Consumer Electronics Show de 2011 em Las Vegas e lançada logo depois. Ela apresentava núcleos de CPU K10 e uma GPU Radeon HD série 6000 no mesmo chip no soquete FM1. Uma APU para dispositivos de baixo consumo foi anunciada como a plataforma Brazos, baseada na microarquitetura Bobcat e uma GPU Radeon HD série 6000 no mesmo chip.
Em uma conferência em janeiro de 2012, o colega corporativo Phil Rogers anunciou que a AMD iria renomear a plataforma Fusion como Heterogeneous System Architecture (HSA), afirmando que "é apropriado que o nome dessa arquitetura e plataforma em evolução seja representativo de toda a comunidade técnica que está liderando o caminho nesta área muito importante de tecnologia e desenvolvimento de programação." No entanto, foi posteriormente revelado que a AMD havia sido alvo de um processo de violação de marca registrada pela empresa suíça Arctic, que usou o nome "Fusion" para uma linha de produtos de fonte de alimentação.
A APU de desktop e laptop de segunda geração, codinome Trinity, foi anunciada no Financial Analyst Day de 2010 da AMD e lançada em outubro de 2012. Ela apresentava núcleos de CPU Piledriver e núcleos de GPU Radeon HD série 7000 no soquete FM2. A AMD lançou uma nova APU baseada na microarquitetura Piledriver em 12 de março de 2013 para laptops/celulares e em 4 de junho de 2013 para desktops sob o codinome Richland. A APU de segunda geração para dispositivos de baixo consumo, Brazos 2.0, usava exatamente o mesmo chip de APU, mas rodava em uma velocidade de clock mais alta e renomeou a GPU como Radeon HD série 7000 e usava um novo chip controlador de I/O.
Os chips semi-personalizados foram introduzidos nos consoles de videogame Microsoft Xbox One e Sony PlayStation 4,  e posteriormente nos consoles Microsoft Xbox Series X|S e Sony PlayStation 5.
Uma terceira geração da tecnologia foi lançada em 14 de janeiro de 2014, apresentando maior integração entre CPU e GPU. A variante para desktop e laptop tem o codinome Kaveri, com base na arquitetura Steamroller, enquanto as variantes de baixo consumo, com os codinomes Kabini e Temash , são baseadas na arquitetura Jaguar.
Desde a introdução dos processadores baseados em Zen, a AMD renomeou suas APUs como Ryzen com Radeon Graphics e Athlon com Radeon Graphics, com unidades de desktop atribuídas com o sufixo G em seus números de modelo (por exemplo, Ryzen 5 3400 G e Athlon 3000 G) para distingui-las de processadores comuns ou com gráficos básicos e também para se diferenciar de suas antigas APUs da série A da era Bulldozer. As contrapartes móveis sempre foram emparelhadas com Radeon Graphics, independentemente dos sufixos.
Em novembro de 2017, a HP lançou o Envy x360, apresentando a APU Ryzen 5 2500U, a primeira APU de 4ª geração, baseada na arquitetura de CPU Zen e na arquitetura gráfica Vega.

## Características

### Heterogeneous System Architecture
A AMD é membro fundador da Heterogeneous System Architecture (HSA) Foundation (HSA) e, consequentemente, está trabalhando ativamente no desenvolvimento da HSA em cooperação com outros membros. As seguintes implementações de hardware e software estão disponíveis nos produtos da marca APU da AMD:
| Tipo                     | HSA feature                                                                                             | Primeira implementação          | Notas |
| ------------------------ | --- | ------------------------------- | --- |
| Plataforma Otimizada     | Suporte para computação GPU C++                                                                         | 2012 APUs Trinity               | Suporte às instruções do OpenCL C++ e à extensão de linguagem C++ AMP da Microsoft. Isso facilita a programação da CPU e da GPU trabalhando juntas para processar cargas de trabalho paralelas.                |
| Plataforma Otimizada     | MMU com reconhecimento de HSA                                                                           | 2012 APUs Trinity               | A GPU pode acessar toda a memória do sistema por meio dos serviços de tradução e gerenciamento de falhas de página da HSA MMU.                                                                                 |
| Plataforma Otimizada     | Gerenciamento de energia compartilhado                                                                  | 2012 APUs Trinity               | CPU e GPU agora compartilham o orçamento de energia. A prioridade é do processador mais adequado às tarefas atuais.                                                                                            |
| Integração Arquitetônica | Heterogeneous Memory Management: a MMU da CPU e a IOMMU da GPU compartilham o mesmo espaço de endereço. | 2014 PlayStation 4, APUs Kaveri | CPU e GPU agora acessam a memória com o mesmo espaço de endereço. Pointers agora podem ser passados livremente entre CPU e GPU, permitindo zero-copy.                                                          |
| Integração Arquitetônica | Memória totalmente coerente entre CPU e GPU                                                             | 2014 PlayStation 4, APUs Kaveri | A GPU agora pode acessar e armazenar em cache dados de regiões de memória coerentes na memória do sistema, além de referenciar os dados do cache da CPU. A coerência do cache é mantida.                       |
| Integração Arquitetônica | A GPU usa memória de sistema paginável por meio de ponteiros de CPU                                     | 2014 PlayStation 4, APUs Kaveri | A GPU pode aproveitar a memória virtual compartilhada entre a CPU e a GPU, e a memória do sistema paginável agora pode ser referenciada diretamente pela GPU, em vez de ser copiada ou fixada antes do acesso. |
| Integração de sistemas   | Troca de contexto de computaçãode GPU                                                                   | 2015 APU Carrizo                | Tarefas de computação na GPU podem ter contexto alternado, permitindo um ambiente multitarefa e também uma interpretação mais rápida entre aplicativos, computação e gráficos.                                 |
| Integração de sistemas   | Preempção de gráficos de GPU                                                                            | 2015 APU Carrizo                | Tarefas gráficas de longa duração podem ser interrompidas para que os processos tenham acesso de baixa latência à GPU.                                                                                         |
| Integração de sistemas   | Quality of service                                                                                      | 2015 APU Carrizo                | Além da troca de contexto e preempção, os recursos de hardware podem ser equalizados ou priorizados entre vários usuários e aplicativos.                                                                       |

### Visão geral dos recursos
A tabela a seguir mostra recursos das APUs da AMD
| Plataforma                                                                                          | Plataforma                                                                                          | Plataforma                                                                                          | Alta, padrão e baixa potência    | Alta, padrão e baixa potência    | Alta, padrão e baixa potência    | Alta, padrão e baixa potência | Alta, padrão e baixa potência | Alta, padrão e baixa potência | Alta, padrão e baixa potência | Alta, padrão e baixa potência     | Alta, padrão e baixa potência     | Alta, padrão e baixa potência | Alta, padrão e baixa potência | Alta, padrão e baixa potência | Baixa e ultra baixa potência     | Baixa e ultra baixa potência | Baixa e ultra baixa potência           | Baixa e ultra baixa potência | Baixa e ultra baixa potência | Baixa e ultra baixa potência |
| Nome de código                                                                                      | Servidor                                                                                            | Basic                                                                                               |                                  |                                  |                                  |                               |                               | Toronto                       |                               |                                   |                                   |                               |                               |                               |                                  |                              |                                        |                              |                              |                              |
| Nome de código                                                                                      | Servidor                                                                                            | Micro                                                                                               |                                  |                                  |                                  |                               |                               |                               |                               |                                   |                                   |                               |                               |                               |                                  | Kyoto                        |                                        |                              |                              |                              |
| Nome de código                                                                                      | Desktop                                                                                             | Performance                                                                                         |                                  |                                  |                                  |                               |                               |                               |                               |                                   |                                   | Renoir                        | Cezanne                       |                               |                                  |                              |                                        |                              |                              |                              |
| Nome de código                                                                                      | Desktop                                                                                             | Mainstream                                                                                          | Llano                            | Trinity                          | Richland                         | Kaveri                        | Kaveri Refresh (Godavari)     | Carrizo                       | Bristol Ridge                 | Raven Ridge                       | Picasso                           | Renoir                        | Cezanne                       |                               |                                  |                              |                                        |                              |                              |                              |
| Nome de código                                                                                      | Desktop                                                                                             | Entrada                                                                                             | Llano                            | Trinity                          | Richland                         | Kaveri                        | Kaveri Refresh (Godavari)     | Carrizo                       | Bristol Ridge                 | Raven Ridge                       | Picasso                           |                               |                               |                               |                                  |                              |                                        |                              |                              |                              |
| Nome de código                                                                                      | Desktop                                                                                             | Basic                                                                                               |                                  |                                  |                                  |                               |                               |                               |                               |                                   |                                   |                               |                               |                               |                                  | Kabini                       |                                        |                              |                              |                              |
| Nome de código                                                                                      | Mobile                                                                                              | Performance                                                                                         |                                  |                                  |                                  |                               |                               |                               |                               |                                   |                                   | Renoir                        | Cezanne                       | Rembrandt                     |                                  |                              |                                        |                              |                              |                              |
| Nome de código                                                                                      | Mobile                                                                                              | Mainstream                                                                                          | Llano                            | Trinity                          | Richland                         | Kaveri                        |                               | Carrizo                       | Bristol Ridge                 | Raven Ridge                       | Picasso                           | Renoir                        | Cezanne                       | Rembrandt                     |                                  |                              |                                        |                              |                              |                              |
| Nome de código                                                                                      | Mobile                                                                                              | Entrada                                                                                             | Llano                            | Trinity                          | Richland                         | Kaveri                        |                               |                               |                               |                                   |                                   |                               |                               |                               |                                  | Dalí                         |                                        |                              |                              |                              |
| Nome de código                                                                                      | Mobile                                                                                              | Basic                                                                                               |                                  |                                  |                                  |                               |                               |                               |                               |                                   |                                   |                               |                               |                               | Desna, Ontario, Zacate           | Dalí                         | Kabini, Temash                         | Beema, Mullins               | Carrizo-L                    | Stoney Ridge                 |
| Nome de código                                                                                      | Integrado                                                                                           | Integrado                                                                                           |                                  | Trinity                          |                                  | Bald Eagle                    |                               | Merlin Falcon, Brown Falcon   |                               | Great Horned Owl                  |                                   | Grey Hawk                     |                               |                               | Ontario, Zacate                  | Kabini                       | Steppe Eagle, Crowned Eagle, LX-Family |                              | Prairie Falcon               | Banded Kestrel               |
| --------------------------------------------------------------------------------------------------- | --------------------------------------------------------------------------------------------------- | --------------------------------------------------------------------------------------------------- | -------------------------------- | -------------------------------- | -------------------------------- | ----------------------------- | ----------------------------- | ----------------------------- | ----------------------------- | --------------------------------- | --------------------------------- | ----------------------------- | ----------------------------- | ----------------------------- | -------------------------------- | ---------------------------- | -------------------------------------- | ---------------------------- | ---------------------------- | ---------------------------- |
| Lançado                                                                                             | Lançado                                                                                             | Lançado                                                                                             | Agosto de 2011                   | Outubro de 2012                  | Junho de 2013                    | Janeiro de 2014               | 2015                          | Junho de 2015                 | Junho de 2016                 | Outubro de 2017                   | Janeiro de 2019                   | Março de 2020                 | Janeiro de 2021               | Janeiro de 2022               | Janeiro de 2011                  | Maio 2013                    | Apr 2014                               | Maio de 2015                 | Fevereiro de 2016            | Abril de 2019                |
| Microarquitetura de CPU                                                                             | Microarquitetura de CPU                                                                             | Microarquitetura de CPU                                                                             | K10                              | Piledriver                       | Piledriver                       | Steamroller                   | Steamroller                   | Excavator                     | "Excavator+"                  | Zen                               | Zen+                              | Zen 2                         | Zen 3                         | Zen 3+                        | Bobcat                           | Jaguar                       | Puma                                   | Puma+                        | "Excavator+"                 | Zen                          |
| ISA                                                                                                 | ISA                                                                                                 | ISA                                                                                                 | x86-64                           | x86-64                           | x86-64                           | x86-64                        | x86-64                        | x86-64                        | x86-64                        | x86-64                            | x86-64                            | x86-64                        | x86-64                        | x86-64                        | x86-64                           | x86-64                       | x86-64                                 | x86-64                       | x86-64                       | x86-64                       |
| Socket                                                                                              | Desktop                                                                                             | High-end                                                                                            | —                                | —                                | —                                | —                             | —                             | —                             | —                             | —                                 | —                                 | —                             | —                             | —                             | —                                | —                            | —                                      | —                            | —                            | —                            |
| Socket                                                                                              | Desktop                                                                                             | Mainstream                                                                                          | —                                | —                                | —                                | —                             | —                             | AM4                           | AM4                           | AM4                               | AM4                               | AM4                           | AM4                           | —                             | —                                | —                            | —                                      | —                            | —                            | —                            |
| Socket                                                                                              | Desktop                                                                                             | Entrada                                                                                             | FM1                              | FM2                              | FM2                              | FM2+                          | FM2+                          | FM2+                          | —                             | —                                 | —                                 | —                             | —                             | —                             | —                                | —                            | —                                      | —                            | —                            | —                            |
| Socket                                                                                              | Desktop                                                                                             | Basic                                                                                               | —                                | —                                | —                                | —                             | —                             | —                             | —                             | —                                 | —                                 | —                             | —                             | —                             | —                                | AM1                          | —                                      | —                            | —                            | —                            |
| Socket                                                                                              | Outros                                                                                              | Outros                                                                                              | FS1                              | FS1+, FP2                        | FS1+, FP2                        | FP3                           | FP3                           | FP4                           | FP4                           | FP5                               | FP5                               | FP6                           | FP6                           | FP7                           | FT1                              | FT3                          | FT3b                                   | FT3b                         | FP4                          | FP5                          |
| Versão PCI Express                                                                                  | Versão PCI Express                                                                                  | Versão PCI Express                                                                                  | 2.0                              | 2.0                              | 2.0                              | 3.0                           | 3.0                           | 3.0                           | 3.0                           | 3.0                               | 3.0                               | 3.0                           | 3.0                           | 4.0                           | 2.0                              | 2.0                          | 2.0                                    | 2.0                          | 3.0                          | 3.0                          |
| Fab. (nm)                                                                                           | Fab. (nm)                                                                                           | Fab. (nm)                                                                                           | GF 32SHP (HKMG SOI)              | GF 32SHP (HKMG SOI)              | GF 32SHP (HKMG SOI)              | GF 28SHP (HKMG bulk)          | GF 28SHP (HKMG bulk)          | GF 28SHP (HKMG bulk)          | GF 28SHP (HKMG bulk)          | GF 14LPP (FinFET bulk)            | GF 12LP (FinFET bulk)             | TSMC N7 (FinFET bulk)         | TSMC N7 (FinFET bulk)         | TSMC N6 (FinFET bulk)         | TSMC N40 (bulk)                  | TSMC N28 (HKMG bulk)         | GF 28SHP (HKMG bulk)                   | GF 28SHP (HKMG bulk)         | GF 28SHP (HKMG bulk)         | GF 14LPP (FinFET bulk)       |
| Area do Die (mm2)                                                                                   | Area do Die (mm2)                                                                                   | Area do Die (mm2)                                                                                   | 228                              | 246                              | 246                              | 245                           | 245                           | 245                           | 250                           | 210                               | 210                               | 156                           | 180                           | 210                           | 75 (+ 28 FCH)                    | 107                          | 107                                    | ?                            | 125                          | 149                          |
| TDP min. (W)                                                                                        | TDP min. (W)                                                                                        | TDP min. (W)                                                                                        | 35                               | 17                               | 17                               | 17                            | 17                            | 12                            | 12                            | 12                                | 12                                | 10                            | 10                            | 15                            | 4.5                              | 4                            | 3.95                                   | 10                           | 6                            | 6                            |
| TDP max. de APU (W)                                                                                 | TDP max. de APU (W)                                                                                 | TDP max. de APU (W)                                                                                 | 100                              | 100                              | 100                              | 95                            | 95                            | 65                            | 65                            | 65                                | 65                                | 65                            | 65                            | 45                            | 18                               | 25                           | 25                                     | 25                           | 25                           | 25                           |
| Clock base max. de stock de APU (GHz)                                                               | Clock base max. de stock de APU (GHz)                                                               | Clock base max. de stock de APU (GHz)                                                               | 3                                | 3.8                              | 4.1                              | 4.1                           | 4.1                           | 3.7                           | 3.8                           | 3.6                               | 3.7                               | 3.8                           | 4.0                           | 3.3                           | 1.75                             | 2.2                          | 2                                      | 2.2                          | 3.2                          | 2.6                          |
| Máximo de APUs por nó                                                                               | Máximo de APUs por nó                                                                               | Máximo de APUs por nó                                                                               | 1                                | 1                                | 1                                | 1                             | 1                             | 1                             | 1                             | 1                                 | 1                                 | 1                             | 1                             | 1                             | 1                                | 1                            | 1                                      | 1                            | 1                            | 1                            |
| Max CPU cores por APU                                                                               | Max CPU cores por APU                                                                               | Max CPU cores por APU                                                                               | 4                                | 4                                | 4                                | 4                             | 4                             | 4                             | 4                             | 4                                 | 4                                 | 8                             | 8                             | 8                             | 2                                | 4                            | 4                                      | 4                            | 2                            | 2                            |
| Max threads por core de CPU                                                                         | Max threads por core de CPU                                                                         | Max threads por core de CPU                                                                         | 1                                | 1                                | 1                                | 1                             | 1                             | 1                             | 1                             | 2                                 | 2                                 | 2                             | 2                             | 2                             | 1                                | 1                            | 1                                      | 1                            | 1                            | 2                            |
| i386, i486, i586, CMOV, NOPL, i686, PAE, NX bit, CMPXCHG16B, AMD-V, RVI, ABM, e LAHF/SAHF de 64-bit | i386, i486, i586, CMOV, NOPL, i686, PAE, NX bit, CMPXCHG16B, AMD-V, RVI, ABM, e LAHF/SAHF de 64-bit | i386, i486, i586, CMOV, NOPL, i686, PAE, NX bit, CMPXCHG16B, AMD-V, RVI, ABM, e LAHF/SAHF de 64-bit | Yes                              | Yes                              | Yes                              | Yes                           | Yes                           | Yes                           | Yes                           | Yes                               | Yes                               | Yes                           | Yes                           | Yes                           | Yes                              | Yes                          | Yes                                    | Yes                          | Yes                          | Yes                          |
| IOMMU                                                                                               | IOMMU                                                                                               | IOMMU                                                                                               | —                                | Yes                              | Yes                              | Yes                           | Yes                           | Yes                           | Yes                           | Yes                               | Yes                               | Yes                           | Yes                           | Yes                           | Yes                              | Yes                          | Yes                                    | Yes                          | Yes                          | Yes                          |
| BMI1, AES-NI, CLMUL, e F16C                                                                         | BMI1, AES-NI, CLMUL, e F16C                                                                         | BMI1, AES-NI, CLMUL, e F16C                                                                         | —                                | Yes                              | Yes                              | Yes                           | Yes                           | Yes                           | Yes                           | Yes                               | Yes                               | Yes                           | Yes                           | Yes                           | —                                | Yes                          | Yes                                    | Yes                          | Yes                          | Yes                          |
| MOVBE                                                                                               | MOVBE                                                                                               | MOVBE                                                                                               | —                                | —                                | —                                | —                             | —                             | Yes                           | Yes                           | Yes                               | Yes                               | Yes                           | Yes                           | Yes                           | —                                | Yes                          | Yes                                    | Yes                          | Yes                          | Yes                          |
| AVIC, BMI2 e RDRAND                                                                                 | AVIC, BMI2 e RDRAND                                                                                 | AVIC, BMI2 e RDRAND                                                                                 | —                                | —                                | —                                | —                             | —                             | Yes                           | Yes                           | Yes                               | Yes                               | Yes                           | Yes                           | Yes                           | —                                | —                            | —                                      | —                            | Yes                          | Yes                          |
| ADX, SHA, RDSEED, SMAP, SMEP, XSAVEC, XSAVES, XRSTORS, CLFLUSHOPT, e CLZERO                         | ADX, SHA, RDSEED, SMAP, SMEP, XSAVEC, XSAVES, XRSTORS, CLFLUSHOPT, e CLZERO                         | ADX, SHA, RDSEED, SMAP, SMEP, XSAVEC, XSAVES, XRSTORS, CLFLUSHOPT, e CLZERO                         | —                                | —                                | —                                | —                             | —                             | —                             | —                             | Yes                               | Yes                               | Yes                           | Yes                           | Yes                           | —                                | —                            | —                                      | —                            | —                            | Yes                          |
| WBNOINVD, CLWB, RDPID, RDPRU, e MCOMMIT                                                             | WBNOINVD, CLWB, RDPID, RDPRU, e MCOMMIT                                                             | WBNOINVD, CLWB, RDPID, RDPRU, e MCOMMIT                                                             | —                                | —                                | —                                | —                             | —                             | —                             | —                             | —                                 | —                                 | Yes                           | Yes                           | Yes                           | —                                | —                            | —                                      | —                            | —                            | —                            |
| FPUs por core                                                                                       | FPUs por core                                                                                       | FPUs por core                                                                                       | 1                                | 0.5                              | 0.5                              | 0.5                           | 0.5                           | 0.5                           | 0.5                           | 1                                 | 1                                 | 1                             | 1                             | 1                             | 1                                | 1                            | 1                                      | 1                            | 0.5                          | 1                            |
| Tubos por FPU                                                                                       | Tubos por FPU                                                                                       | Tubos por FPU                                                                                       | 2                                | 2                                | 2                                | 2                             | 2                             | 2                             | 2                             | 2                                 | 2                                 | 2                             | 2                             | 2                             | 2                                | 2                            | 2                                      | 2                            | 2                            | 2                            |
| Largura do tubo FPU                                                                                 | Largura do tubo FPU                                                                                 | Largura do tubo FPU                                                                                 | 128-bit                          | 128-bit                          | 128-bit                          | 128-bit                       | 128-bit                       | 128-bit                       | 128-bit                       | 128-bit                           | 128-bit                           | 256-bit                       | 256-bit                       | 256-bit                       | 80-bit                           | 128-bit                      | 128-bit                                | 128-bit                      | 128-bit                      | 128-bit                      |
| Nível SIMD do conjunto de instruções da CPU                                                         | Nível SIMD do conjunto de instruções da CPU                                                         | Nível SIMD do conjunto de instruções da CPU                                                         | SSE4a                            | AVX                              | AVX                              | AVX                           | AVX                           | AVX2                          | AVX2                          | AVX2                              | AVX2                              | AVX2                          | AVX2                          | AVX2                          | SSSE3                            | AVX                          | AVX                                    | AVX                          | AVX2                         | AVX2                         |
| 3DNow!                                                                                              | 3DNow!                                                                                              | 3DNow!                                                                                              | Yes                              | —                                | —                                | —                             | —                             | —                             | —                             | —                                 | —                                 | —                             | —                             | —                             | —                                | —                            | —                                      | —                            | —                            | —                            |
| FMA4, LWP, TBM, e XOP                                                                               | FMA4, LWP, TBM, e XOP                                                                               | FMA4, LWP, TBM, e XOP                                                                               | —                                | Yes                              | Yes                              | Yes                           | Yes                           | Yes                           | Yes                           | —                                 | —                                 | —                             | —                             | —                             | —                                | —                            | —                                      | —                            | Yes                          | —                            |
| FMA3                                                                                                | FMA3                                                                                                | FMA3                                                                                                | —                                | Yes                              | Yes                              | Yes                           | Yes                           | Yes                           | Yes                           | Yes                               | Yes                               | Yes                           | Yes                           | Yes                           | —                                | —                            | —                                      | —                            | Yes                          | Yes                          |
| Cache L1 de dados por núcleo (KiB)                                                                  | Cache L1 de dados por núcleo (KiB)                                                                  | Cache L1 de dados por núcleo (KiB)                                                                  | 64                               | 16                               | 16                               | 16                            | 16                            | 32                            | 32                            | 32                                | 32                                | 32                            | 32                            | 32                            | 32                               | 32                           | 32                                     | 32                           | 32                           | 32                           |
| Associatividade do cache de dados L1 (maneiras)                                                     | Associatividade do cache de dados L1 (maneiras)                                                     | Associatividade do cache de dados L1 (maneiras)                                                     | 2                                | 4                                | 4                                | 4                             | 4                             | 8                             | 8                             | 8                                 | 8                                 | 8                             | 8                             | 8                             | 8                                | 8                            | 8                                      | 8                            | 8                            | 8                            |
| Caches de instruções L1 por core                                                                    | Caches de instruções L1 por core                                                                    | Caches de instruções L1 por core                                                                    | 1                                | 0.5                              | 0.5                              | 0.5                           | 0.5                           | 0.5                           | 0.5                           | 1                                 | 1                                 | 1                             | 1                             | 1                             | 1                                | 1                            | 1                                      | 1                            | 0.5                          | 1                            |
| Cache máximo de instrução L1 total da APU (KiB)                                                     | Cache máximo de instrução L1 total da APU (KiB)                                                     | Cache máximo de instrução L1 total da APU (KiB)                                                     | 256                              | 128                              | 128                              | 192                           | 192                           | 192                           | 192                           | 256                               | 256                               | 256                           | 256                           | 256                           | 64                               | 64                           | 128                                    | 128                          | 96                           | 128                          |
| Associatividade de cache de instrução L1 (maneiras)                                                 | Associatividade de cache de instrução L1 (maneiras)                                                 | Associatividade de cache de instrução L1 (maneiras)                                                 | 2                                | 2                                | 2                                | 3                             | 3                             | 3                             | 3                             | 4                                 | 4                                 | 8                             | 8                             | 8                             | 2                                | 2                            | 2                                      | 2                            | 3                            | 4                            |
| Caches L2 por core                                                                                  | Caches L2 por core                                                                                  | Caches L2 por core                                                                                  | 1                                | 0.5                              | 0.5                              | 0.5                           | 0.5                           | 0.5                           | 0.5                           | 1                                 | 1                                 | 1                             | 1                             | 1                             | 1                                | 1                            | 1                                      | 1                            | 0.5                          | 1                            |
| Cache L2 total de APU máximo (MiB)                                                                  | Cache L2 total de APU máximo (MiB)                                                                  | Cache L2 total de APU máximo (MiB)                                                                  | 4                                | 4                                | 4                                | 4                             | 4                             | 2                             | 2                             | 2                                 | 2                                 | 4                             | 4                             | 4                             | 1                                | 2                            | 2                                      | 2                            | 1                            | 1                            |
| Associatividade de cache L2 (maneiras)                                                              | Associatividade de cache L2 (maneiras)                                                              | Associatividade de cache L2 (maneiras)                                                              | 16                               | 16                               | 16                               | 16                            | 16                            | 16                            | 16                            | 8                                 | 8                                 | 8                             | 8                             | 8                             | 16                               | 16                           | 16                                     | 16                           | 16                           | 8                            |
| Cache L3 total da APU (MiB)                                                                         | Cache L3 total da APU (MiB)                                                                         | Cache L3 total da APU (MiB)                                                                         | —                                | —                                | —                                | —                             | —                             | —                             | —                             | 4                                 | 4                                 | 8                             | 16                            | 16                            | —                                | —                            | —                                      | —                            | —                            | 4                            |
| Associatividade de cache APU L3 (maneiras)                                                          | Associatividade de cache APU L3 (maneiras)                                                          | Associatividade de cache APU L3 (maneiras)                                                          | —                                | —                                | —                                | —                             | —                             | —                             | —                             | 16                                | 16                                | 16                            | 16                            | 16                            | —                                | —                            | —                                      | —                            | —                            | 16                           |
| Esquema de cache L3                                                                                 | Esquema de cache L3                                                                                 | Esquema de cache L3                                                                                 | —                                | —                                | —                                | —                             | —                             | —                             | —                             | Victim                            | Victim                            | Victim                        | Victim                        | Victim                        | —                                | —                            | —                                      | —                            | —                            | Victim                       |
| Suporte max. de DRAM stock                                                                          | Suporte max. de DRAM stock                                                                          | Suporte max. de DRAM stock                                                                          | DDR3-1866                        | DDR3-1866                        | DDR3-2133                        | DDR3-2133                     | DDR3-2133                     | DDR3-2133, DDR4-2400          | DDR4-2400                     | DDR4-2933                         | DDR4-2933                         | DDR4-3200, LPDDR4-4266        | DDR4-3200, LPDDR4-4266        | DDR5-4800, LPDDR5-6400        | DDR3L-1333                       | DDR3L-1600                   | DDR3L-1866                             | DDR3L-1866                   | DDR3-1866, DDR4-2400         | DDR4-2400                    |
| Max. de canais DRAM por APU                                                                         | Max. de canais DRAM por APU                                                                         | Max. de canais DRAM por APU                                                                         | 2                                | 2                                | 2                                | 2                             | 2                             | 2                             | 2                             | 2                                 | 2                                 | 2                             | 2                             | 2                             | 1                                | 1                            | 1                                      | 1                            | 1                            | 2                            |
| Max. largura de banda DRAM de stock por APU (GB/s)                                                  | Max. largura de banda DRAM de stock por APU (GB/s)                                                  | Max. largura de banda DRAM de stock por APU (GB/s)                                                  | 29.866                           | 29.866                           | 34.132                           | 34.132                        | 34.132                        | 38.400                        | 38.400                        | 46.932                            | 46.932                            | 68.256                        | 68.256                        | 102.400                       | 10.666                           | 12.800                       | 14.933                                 | 14.933                       | 19.200                       | 38.400                       |
| Microarquitetura GPU                                                                                | Microarquitetura GPU                                                                                | Microarquitetura GPU                                                                                | TeraScale 2 (VLIW5)              | TeraScale 3 (VLIW4)              | TeraScale 3 (VLIW4)              | GCN 2nd gen                   | GCN 2nd gen                   | GCN 3rd gen                   | GCN 3rd gen                   | GCN 5th gen                       | GCN 5th gen                       | GCN 5th gen                   | GCN 5th gen                   | RDNA 2nd gen                  | TeraScale 2 (VLIW5)              | GCN 2nd gen                  | GCN 2nd gen                            | GCN 2nd gen                  | GCN 3rd gen                  | GCN 5th gen                  |
| Conjunto de instruções da GPU                                                                       | Conjunto de instruções da GPU                                                                       | Conjunto de instruções da GPU                                                                       | Conjunto de instruções TeraScale | Conjunto de instruções TeraScale | Conjunto de instruções TeraScale | Conjunto de instruções GCN    | Conjunto de instruções GCN    | Conjunto de instruções GCN    | Conjunto de instruções GCN    | Conjunto de instruções GCN        | Conjunto de instruções GCN        | Conjunto de instruções GCN    | Conjunto de instruções GCN    | Conjunto de instruções RDNA   | Conjunto de instruções TeraScale | Conjunto de instruções GCN   | Conjunto de instruções GCN             | Conjunto de instruções GCN   | Conjunto de instruções GCN   | Conjunto de instruções GCN   |
| Clock base da GPU de stock máximo (MHz)                                                             | Clock base da GPU de stock máximo (MHz)                                                             | Clock base da GPU de stock máximo (MHz)                                                             | 600                              | 800                              | 844                              | 866                           | 866                           | 1108                          | 1108                          | 1250                              | 1400                              | 2100                          | 2100                          | 2400                          | 538                              | 600                          | ?                                      | 847                          | 900                          | 1200                         |
| Max stock GPU base GFLOPS                                                                           | Max stock GPU base GFLOPS                                                                           | Max stock GPU base GFLOPS                                                                           | 480                              | 614.4                            | 648.1                            | 886.7                         | 886.7                         | 1134.5                        | 1134.5                        | 1760                              | 1971.2                            | 2150.4                        | 2150.4                        | 3686.4                        | 86                               | ?                            | ?                                      | ?                            | 345.6                        | 460.8                        |
| Motor 3D                                                                                            | Motor 3D                                                                                            | Motor 3D                                                                                            | Até 400:20:8                     | Até 384:24:6                     | Até 384:24:6                     | Até 512:32:8                  | Até 512:32:8                  | Até 512:32:8                  | Até 512:32:8                  | Até 704:44:16                     | Até 704:44:16                     | Até 512:32:8                  | Até 512:32:8                  | 768:48:8                      | 80:8:4                           | 128:8:4                      | 128:8:4                                | 128:8:4                      | Até 192:?:?                  | Até 192:?:?                  |
| Motor 3D                                                                                            | Motor 3D                                                                                            | Motor 3D                                                                                            | IOMMUv1                          | IOMMUv1                          | IOMMUv1                          | IOMMUv2                       | IOMMUv2                       | IOMMUv2                       | IOMMUv2                       | IOMMUv2                           | IOMMUv2                           | IOMMUv2                       | IOMMUv2                       | IOMMUv1                       | IOMMUv1                          | IOMMUv1                      | ?                                      | ?                            | IOMMUv2                      |                              |
| Decodificador de vídeo                                                                              | Decodificador de vídeo                                                                              | Decodificador de vídeo                                                                              | UVD 3.0                          | UVD 3.0                          | UVD 3.0                          | UVD 4.2                       | UVD 4.2                       | UVD 6.0                       | UVD 6.0                       | VCN 1.0                           | VCN 1.0                           | VCN 2.1                       | VCN 2.2                       | VCN 3.1                       | UVD 3.0                          | UVD 4.0                      | UVD 4.2                                | UVD 6.0                      | UVD 6.3]]                    | VCN 1.0                      |
| Codificador de vídeo                                                                                | Codificador de vídeo                                                                                | Codificador de vídeo                                                                                | —                                | VCE 1.0                          | VCE 1.0                          | VCE 2.0                       | VCE 2.0                       | VCE 3.1                       | VCE 3.1                       | VCN 1.0                           | VCN 1.0                           | VCN 2.1                       | VCN 2.2                       | VCN 3.1                       | —                                | VCE 2.0                      | VCE 2.0                                | VCE 3.1                      | VCE 3.1                      | VCN 1.0                      |
| Movimento Fluido AMD                                                                                | Movimento Fluido AMD                                                                                | Movimento Fluido AMD                                                                                | Não                              | Não                              | Não                              | Yes                           | Yes                           | Yes                           | Yes                           | Não                               | Não                               | Não                           | Não                           | Não                           | Não                              | Não                          | Yes                                    | Yes                          | Yes                          | Não                          |
| Economia de energia da GPU                                                                          | Economia de energia da GPU                                                                          | Economia de energia da GPU                                                                          | PowerPlay                        | PowerTune                        | PowerTune                        | PowerTune                     | PowerTune                     | PowerTune                     | PowerTune                     | PowerTune                         | PowerTune                         | PowerTune                     | PowerTune                     | PowerTune                     | PowerPlay                        | PowerTune                    | PowerTune                              | PowerTune                    | PowerTune                    | PowerTune                    |
| TrueAudio                                                                                           | TrueAudio                                                                                           | TrueAudio                                                                                           | —                                | —                                | —                                | [ 27 ]                        | [ 27 ]                        | [ 27 ]                        | [ 27 ]                        | [ 27 ]                            | [ 27 ]                            | [ 27 ]                        | ?                             | ?                             | —                                | Yes                          | Yes                                    | Yes                          | Yes                          | Yes                          |
| FreeSync                                                                                            | FreeSync                                                                                            | FreeSync                                                                                            | —                                | —                                | —                                | 1 2                           | 1 2                           | 1 2                           | 1 2                           | 1 2                               | 1 2                               | 1 2                           | 1 2                           | 1 2                           | —                                | 1 2                          | 1 2                                    | 1 2                          | 1 2                          | 1 2                          |
| HDCP                                                                                                | HDCP                                                                                                | HDCP                                                                                                | ?                                | ?                                | ?                                | 1.4                           | 1.4                           | 1.4                           | 1.4                           | 1.4 2.2                           | 1.4 2.2                           | 1.4 2.2                       | 1.4 2.2                       | 1.4 2.2                       | ?                                | 1.4                          | 1.4                                    | 1.4                          | 1.4                          | 1.4 2.2                      |
| PlayReady                                                                                           | PlayReady                                                                                           | PlayReady                                                                                           | —                                | —                                | —                                | —                             | —                             | —                             | —                             | 3.0 not yet                       | 3.0 not yet                       | 3.0 not yet                   | 3.0 not yet                   | 3.0 not yet                   | —                                | —                            | —                                      | —                            | —                            | 3.0 ainda não                |
| Telas compatíveis                                                                                   | Telas compatíveis                                                                                   | Telas compatíveis                                                                                   | 2–3                              | 2–4                              | 2–4                              | 2–4                           | 2–4                           | 3                             | 3                             | 3 (desktop) 4 (mobile, integrado) | 3 (desktop) 4 (mobile, integrado) | 4                             | 4                             | 4                             | 2                                | 2                            | 2                                      | 2                            | 3                            | 4                            |
| /drm/radeon                                                                                         | /drm/radeon                                                                                         | /drm/radeon                                                                                         | Yes                              | Yes                              | Yes                              | Yes                           | Yes                           | Yes                           | —                             | —                                 | —                                 | —                             | —                             | —                             | Yes                              | Yes                          | Yes                                    | Yes                          | —                            | —                            |
| /drm/amdgpu                                                                                         | /drm/amdgpu                                                                                         | /drm/amdgpu                                                                                         | —                                | —                                | —                                | [ 32 ]                        | [ 32 ]                        | [ 32 ]                        | [ 32 ]                        | [ 32 ]                            | [ 32 ]                            | [ 32 ]                        | [ 32 ]                        | [ 32 ]                        | —                                | [ 32 ]                       | [ 32 ]                                 | [ 32 ]                       | [ 32 ]                       | [ 32 ]                       |

1. ↑  Para modelos Excavator FM2+: A8-7680, A6-7480 e Athlon X4 845.
2. ↑  Um PC seria um nó.
3. ↑  Uma APU combina uma CPU e uma GPU. Ambos têm núcleos.
4. ↑  Requer suporte de firmware
5. ↑  No SSE4. No SSSE3.
6. ↑  O desempenho de precisão simples é calculado a partir da velocidade de clock do núcleo base (ou boost) com base em uma operação FMA.
7. ↑  Shaders unificados : unidades de mapeamento de textura : unidades de saída de renderização
8. ↑  Para reproduzir conteúdo de vídeo protegido, também é necessário suporte a placa, sistema operacional, driver e aplicativo. Um monitor HDCP compatível também é necessário para isso. O HDCP é obrigatório para a saída de certos formatos de áudio, colocando restrições adicionais na configuração multimídia.
9. ↑  Para reproduzir conteúdo de vídeo protegido, também é necessário suporte a placa, sistema operacional, driver e aplicativo. Um monitor HDCP compatível também é necessário para isso. O HDCP é obrigatório para a saída de certos formatos de áudio, colocando restrições adicionais na configuração multimídia.
10. ↑  Para alimentar mais de dois monitores, os painéis adicionais devem ter suporte nativo para DisplayPort.[28] Alternativamente, adaptadores DisplayPort-to-DVI/HDMI/VGA ativos podem ser empregados.
11. ↑  DRM (Direct Rendering Manager) é um componente do kernel Linux. O suporte nesta tabela refere-se à versão mais atual.
12. ↑  DRM (Direct Rendering Manager) é um componente do kernel Linux. O suporte nesta tabela refere-se à versão mais atual.

## Plataformas da marca APU ou Radeon Graphics
As APUs da AMD possuem módulos de CPU, cache e um processador gráfico de classe discreta, todos no mesmo chip, utilizando o mesmo barramento. Essa arquitetura permite o uso de aceleradores gráficos, como o OpenCL, com o processador gráfico integrado. O objetivo é criar uma APU "totalmente integrada", que, segundo a AMD, eventualmente contará com "núcleos heterogêneos" capazes de processar o trabalho da CPU e da GPU automaticamente, dependendo dos requisitos de carga de trabalho.

### GPU baseada em TeraScale

#### Arquitetura K10 (2011): Llano
- "Stars" AMD K10-cores[35]

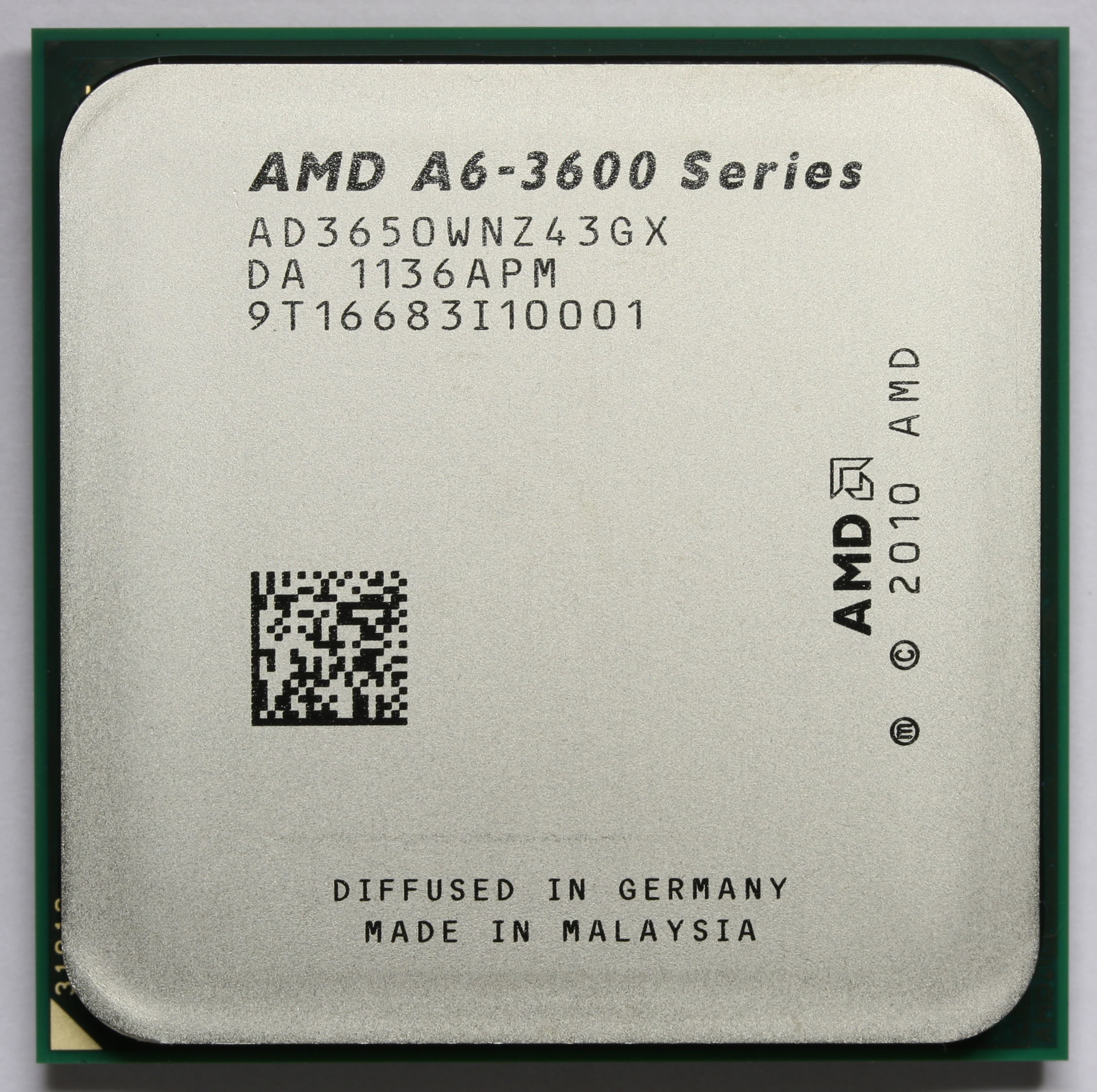
AMD A6-3650 (Llano)

- GPU integrada baseada em Evergreen/VLIW5 (marca Radeon HD 6000)
- Northbridge[17][18]
- PCIe[17][18]
- Controlador de memória DDR3[17][18]  para arbitrar entre solicitações de memória coerência e não coerentes.[36] A memória física é particionada entre a GPU (até 512& MB) e a CPU (o restante).[36]
- Unified Video Decoder[17][18]
- Suporte a vários monitores AMD Eyefinity

A APU de primeira geração, lançada em junho de 2011, foi usada em desktops e laptops. Ela era baseada na arquitetura K10 e construída em um processo de 32 nm com dois a quatro núcleos de CPU em uma potência de design térmico (TDP) de 65-100 W e gráficos integrados baseados na série Radeon HD 6000 com suporte para DirectX 11, OpenGL 4.2 e OpenCL 1.2. Em comparações de desempenho com o Intel Core i3-2105 de preço semelhante, a APU Llano foi criticada por seu baixo desempenho de CPU e elogiada por seu melhor desempenho de GPU. A AMD foi posteriormente criticada por abandonar o Socket FM1 após uma geração.

#### Arquitetura Bobcat (2011): Ontario, Zacate, Desna, Hondo
- CPU baseada em Bobcat
- GPU baseada em Evergreen/VLIW5 (marca Radeon HD 6000 e Radeon HD 7000)
- Northbridge[17][18]
- Suporte PCIe.[17][18]
- Controlador de memória DDR3[17][18]  para arbitrar entre solicitações de memória coerência e não coerentes.[36] A memória física é particionada entre a GPU (até 512& MB) e a CPU (o restante).[36]
- Unified Video Decoder[17][18]

A plataforma AMD Brazos foi introduzida em 4 de janeiro de 2011, visando os mercados de subnotebooks, netbooks e pequenos formatos de baixo consumo. Ela apresenta a APU AMD Série C de 9 watts (codinome: Ontario) para netbooks e dispositivos de baixo consumo, bem como a APU AMD Série E de 18 watts (codinome: Zacate) para notebooks convencionais e econômicos, all-in-ones e desktops pequenos. Ambas as APUs apresentam um ou dois núcleos Bobcat x86 e uma GPU Radeon Evergreen Series com suporte completo a DirectX11, DirectCompute e OpenCL, incluindo aceleração de vídeo UVD3 para vídeo HD, incluindo 1080p.
A AMD expandiu a plataforma Brazos em 5 de junho de 2011 com o anúncio da APU AMD Z-Series de 5,9 watts (codinome: Desna) projetada para o mercado de tablets. A APU Desna é baseada na APU Ontario de 9 watts. A economia de energia foi alcançada reduzindo as tensões da CPU, GPU e northbridge, reduzindo os relógios ociosos da CPU e GPU, bem como introduzindo um modo de controle térmico de hardware. Um modo turbo core bidirecional também foi introduzido.
A AMD anunciou a plataforma Brazos-T em 9 de outubro de 2012. Ela compreendia a APU AMD Z-Series de 4,5 watts (codinome Hondo) e o A55T Fusion Controller Hub (FCH), projetado para o mercado de tablets. A APU Hondo é um redesenho da APU Desna. A AMD reduziu o uso de energia otimizando a APU e o FCH para tablets.
A plataforma Deccan, incluindo as APUs Krishna e Wichita, foi cancelada em 2011. A AMD havia planejado originalmente lançá-las no segundo semestre de 2012.

#### Arquitetura Piledriver (2012): Trinity e Richland
- CPU baseada em Piledriver
- GPU baseada em Northern Islands/VLIW4 (marca Radeon HD 7000 e 8000)
- Northbridge unificado – inclui AMD Turbo Core 3.0, que permite o gerenciamento automático de energia bidirecional entre módulos de CPU e GPU. A energia para a CPU e GPU é controlada automaticamente alterando a frequência de clock dependendo da carga. Por exemplo, para uma APU A10-5800K não-overclocked a frequência da CPU pode mudar de 1.4 GHz para 4.2 GHz, e a frequência da GPU pode mudar de 304 MHz para 800 MHz. Além disso, o modo CC6 é capaz de desligar núcleos de CPU individuais, enquanto o modo PC6 é capaz de diminuir a energia em toda a trilha.[47]
- AMD HD Media Accelerator[48] – inclui AMD Perfect Picture HD, tecnologia AMD Quick Stream e tecnologia AMD Steady Video.
- Controladores de vídeo: suporte AMD Eyefinity para configurações multi-monitor, HDMI, DisplayPort 1.2, DVI

Trinity
A primeira iteração da plataforma de segunda geração, lançada em outubro de 2012, trouxe melhorias no desempenho da CPU e da GPU para desktops e laptops. A plataforma possui de 2 a 4 núcleos de CPU Piledriver, construídos em um processo de 32 nm com um TDP entre 65 W e 100 W, e uma GPU baseada na série Radeon HD7000 com suporte para DirectX 11, OpenGL 4.2 e OpenCL 1.2. A APU Trinity foi elogiada pelas melhorias no desempenho da CPU em comparação com a APU Llano.
Richland
- Núcleos de CPU "Enhanced Piledriver"[50]
- Tecnologia Temperature Smart Turbo Core. Um avanço da tecnologia Turbo Core existente, que permite que o software interno ajuste a velocidade do clock da CPU e da GPU para maximizar o desempenho dentro das restrições de Thermal design power da APU.[51]
- Novas CPUs de baixo consumo de energia com apenas 45 W TDP[52]

O lançamento desta segunda iteração desta geração foi em 12 de março de 2013 para peças móveis e em 5 de junho de 2013 para peças de desktop.

### GPU baseada em Graphics Core Next

#### Arquitetura Jaguar (2013): Kabini e Temash
- CPU baseada em Jaguar
- GPU baseada no Graphics Core Next 2nd Gen
- Suporte Socket AM1 e Socket FT3
- Segmento alvo desktop e mobile

Em janeiro de 2013, as APUs Kabini e Temash baseadas na Jaguar foram reveladas como sucessoras das APUs Ontario, Zacate e Hondo baseadas na Bobcat. A APU Kabini é voltada para os mercados de baixo consumo, subnotebooks, netbooks, ultrafinos e de fator de forma pequeno, enquanto a APU Temash é voltada para os mercados de tablets, ultrabaixo consumo e fator de forma pequeno. Os dois a quatro núcleos Jaguar das APUs Kabini e Temash apresentam inúmeras melhorias arquitetônicas em relação aos requisitos de energia e desempenho, como suporte para instruções x86 mais recentes, uma contagem IPC mais alta, um modo de estado de energia CC6 e clock gating.. Kabini e Temash são os primeiros da AMD e também os primeiros SoCs quad-core baseados em x86. Os Fusion controller hub (FCH) integrados para Kabini e Temash são codinomes "Yangtze" e "Salton", respectivamente. O Yangtze FCH oferece suporte para duas portas USB 3.0, duas portas SATA 6 Gbit/s, bem como os protocolos xHCI 1.0 e SD/SDIO 3.0 para suporte a cartões SD. Ambos os chips apresentam gráficos baseados em GCN compatíveis com DirectX 11.1, bem como inúmeras melhorias HSA. Eles foram fabricados em um processo de 28 nm em um pacote de die de grade de esferas FT3 pela Taiwan Semiconductor Manufacturing Company (TSMC) e foram lançados em 23 de maio de 2013.
Foi revelado que o PlayStation 4 e o Xbox One são equipados com APUs semi-personalizadas de 8 núcleos derivadas da Jaguar.

#### Arquitetura Steamroller (2014): Kaveri

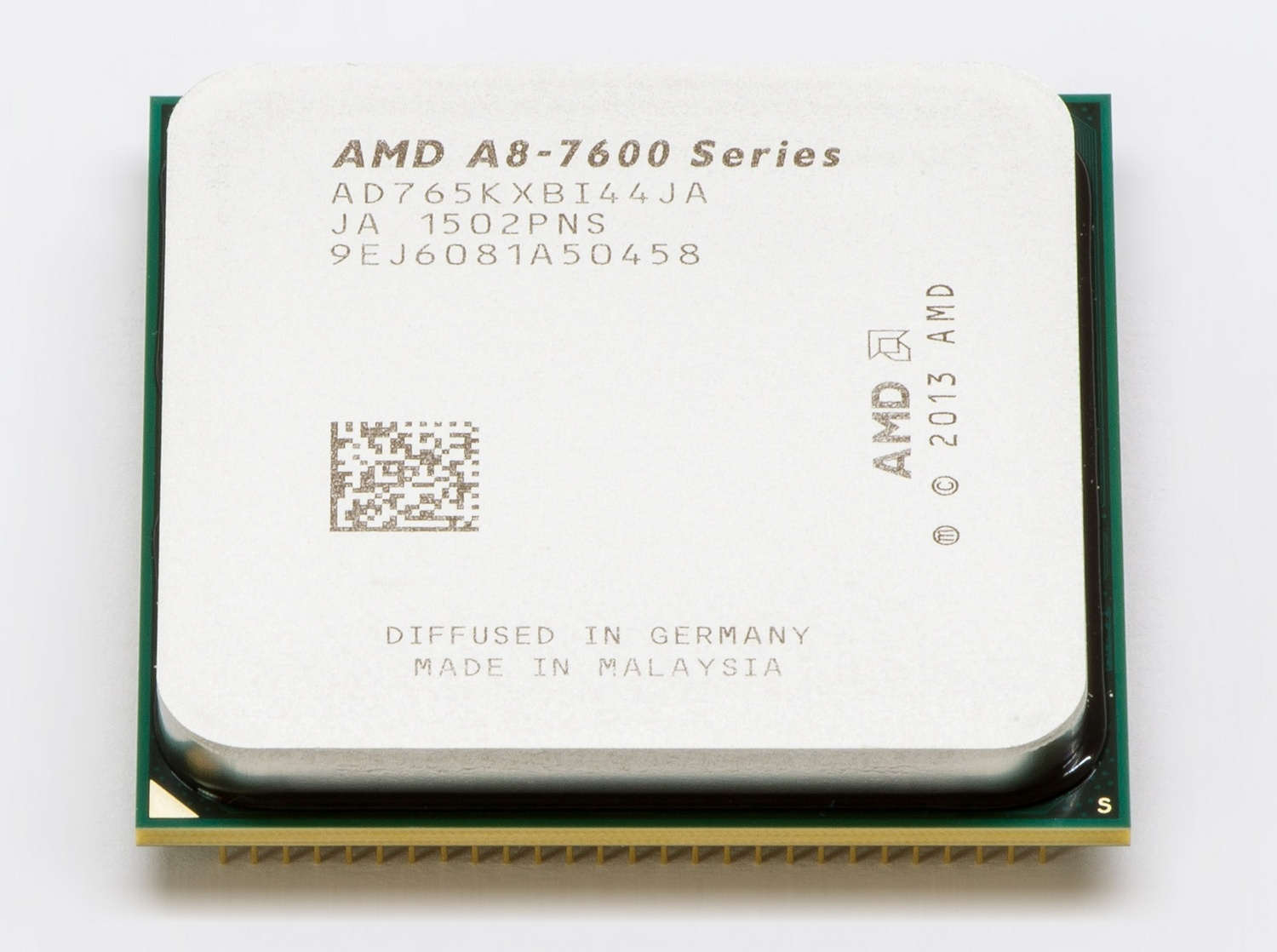
AMD A8-7650K (Kaveri)

- CPU baseada em Steamroller com 2–4 núcleos (cores)[63]
- GPU baseada em Graphics Core Next 2nd Gen com processadores shader 192–512[64]
- Thermal design power de 15–95 W[63][64]
- Processador mobile mais rápido desta série: AMD FX-7600P (35 W)
- FProcessador de desktop mais rápido desta série: AMD A10-7850K (95 W)
- Socket FM2+ e Socket FP3[63]
- Segmento alvo desktop e mobile
- Heterogeneous System Architecture e zero-copy habilitada por meio de passagem pointer

A terceira geração da plataforma, codinome Kaveri, foi parcialmente lançada em 14 de janeiro de 2014. O Kaveri contém até quatro núcleos de CPU Steamroller com clock de 3,9 GHz com modo turbo de 4,1 GHz, até uma GPU Graphics Core Next de 512 núcleos, duas unidades de decodificação por módulo em vez de uma (o que permite que cada núcleo decodifique quatro instruções por ciclo em vez de duas), AMD TrueAudio, Mantle API, um ARM Cortex-A5 MPCore on-chip, e será lançado com um novo soquete, FM2+. Ian Cutress e Rahul Garg do AnandTech afirmaram que o Kaveri representava a concretização unificada do sistema em um chip da aquisição da ATI pela AMD. O desempenho da APU Kaveri A8-7600 de 45 W foi considerado semelhante ao da peça Richland de 100 W, levando à alegação de que a AMD fez melhorias significativas no desempenho gráfico on-die por watt; no entanto, descobriu-se que o desempenho da CPU ficou atrás dos processadores Intel com especificações semelhantes, um atraso que dificilmente seria resolvido nas APUs da família Bulldozer. O componente A8-7600 foi adiado de um lançamento no Q1 para um lançamento no H1 porque os componentes da arquitetura Steamroller supostamente não escalavam bem em velocidades de clock mais altas.
A AMD anunciou o lançamento da APU Kaveri para o mercado móvel em 4 de junho de 2014 na Computex 2014, logo após o anúncio acidental no site da AMD em 26 de maio de 2014. O anúncio incluiu componentes direcionados aos segmentos de tensão padrão, baixa tensão e ultrabaixa tensão do mercado. Em testes de desempenho de acesso antecipado de um protótipo de laptop Kaveri, a AnandTech descobriu que o FX-7600P de 35 W era competitivo com o Intel i7-4500U de 17 W de preço semelhante em benchmarks focados em CPU sintética e era significativamente melhor do que os sistemas de GPU integrados anteriores em benchmarks focados em GPU. O Tom's Hardware relatou o desempenho do Kaveri FX-7600P contra o Intel i7-4702MQ de 35 W, descobrindo que o i7-4702MQ era significativamente melhor do que o FX-7600P em benchmarks focados em CPU sintética, enquanto o FX-7600P era significativamente melhor do que o Intel HD 4600 iGPU do i7-4702MQ nos quatro jogos que puderam ser testados no tempo disponível para a equipe.

#### Arquitetura Puma (2014): Beema e Mullins
- CPU baseada em Puma
- GPU baseada em Graphics Core Next 2nd Gen com 128 processadores shader
- Socket FT3
- Segmento alvo ultra-mobile

#### Arquitetura Puma+ (2015): Carrizo-L
- CPU baseada em Puma+ com 2–4 cores[73]
- GPU baseada em Graphics Core Next 2nd Gen com 128  processadores shader[73]
- TDP configurável de 12–25 W[73]
- Suporte a socket FP4; pino compatível com Carrizo[73]
- Segmento alvo mobile e ultra-mobile

#### Arquitetura Excavator (2015): Carrizo
- CPU baseda em Excavator com 4 cores[74]
- GPU baseada em Graphics Core Next 3rd Gen
- O Controlador de memória suporta DDR3 SDRAM a 2133 MHz e DDR4 SDRAM a 1866MHz[74]
- TDP configurável de 15–35 W (com a unidade cTDP de 15 W tendo desempenho reduzido)[74]
- Southbridge integrado[74]
- socket FP4
- Segmento alvo mobile
- Anunciado pela AMD no YouTube (19 de novembro de 2014)

#### Arquitetura Steamroller (Q2–Q3 2015): Godavari
- Atualização da série de desktop Kaveri com frequências de clock mais altas ou envelope de energia menor
- CPU baseada em Steamroller com 4 cores[75]
- GPU baseda no Graphics Core Next 2nd Gen
- O controlador de memória suporta DDR3 SDRAM a 2133 MHz
- 65/95 W TDP com suporte para TDP configurável
- Socket FM2+
- Segmento alvo desktop
- Listado desde o segundo trimestre de 2015

#### Arquitetura Excavator (2016): Bristol Ridge e Stoney Ridge

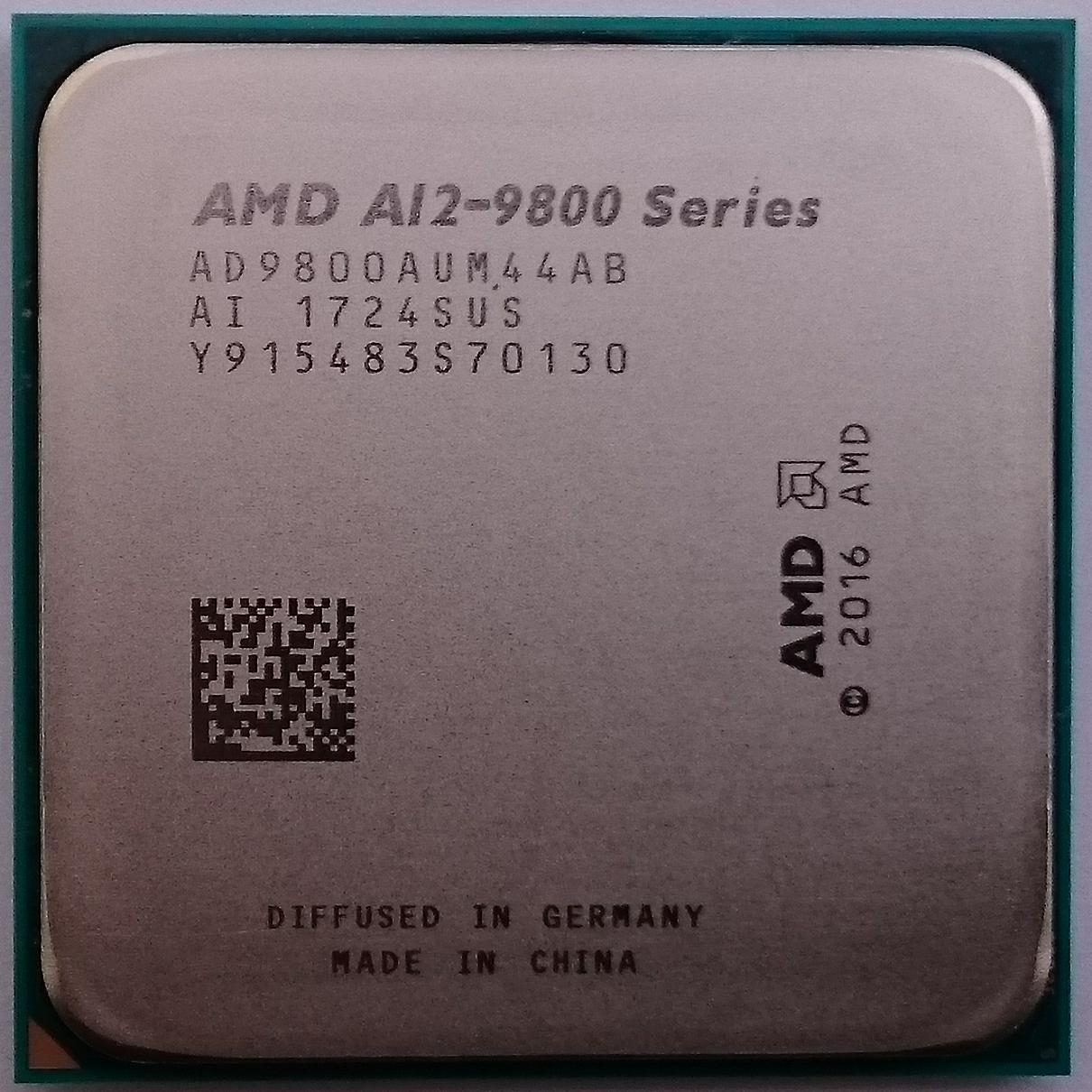
AMD A12-9800 (Bristol Ridge)

- CPU baseada em Excavator com 2–4 cores
- 1 MB de cache L2 por módulo
- GPU baseada em Graphics Core Next 3rd Gen[76][77][78][79]
- Controlador de memória suporta DDR4 SDRAM
- 15/35/45/65 W TDP com suporte para TDP configurável
- 28 nm
- Socket AM4 para desktop
- Segmento alvo desktop, mobile e ultra-mobile

#### Arquitetura Zen (2017): Raven Ridge
- Núcleos de CPU baseados em Zen[80] com simultaneous multithreading (SMT)
- Cache de 512 KB L2 por core
- Cache L3 de 4 MB
- Precision Boost 2[81]
- GPU baseada em "Vega" Graphics Core Next 5th Gen[82]
- Controlador de memória suporta DDR4 SDRAM
- Video Core Next como sucessor do UVD+VCE
- 14 nm na GlobalFoundries
- Socket FP5 para mobile[83] e AM4 para desktop
- Segmento alvo desktop e mobile
- Listado desde o quarto trimestre de 2017

#### Arquitetura Zen+ (2018): Picasso
- Microarquitetura de CPU baseada em Zen+[84]
- Atualização do Raven Ridge em 12 nm com latência e eficiência/frequência de clock aprimoradas. Recursos semelhantes ao Raven Ridge.
- Lançado em abril de 2018

#### Arquitetura Zen 2 (2019): Renoir
- Microarquitetura de CPU baseada em Zen 2[83]
- GPU Graphics Core Next 5th Gen baseada em "Vega"[85]
- VCN 2.1[85]
- O controlador de memória suporta DDR4 e LPDDR4X SDRAM até 4266 MHz[85]
- 15 e 45 W TDP para dispositivos móveis e 35 e 65 W TDP para desktop[83]
- 7 nm na TSMC[86]
- Socket FP6 para mobile e socket AM4 para desktop[83]
- Lançamento julho de 2019[85][86]

#### Arquitetura Zen 3 (2020): Cezanne
- Microarquitetura de CPU baseada em Zen 3[87]
- GPU Graphics Core Next 5th Gen baseada em "Vega"[88]
- Controlador de memória suporta DDR4 e LPDDR4X SDRAM até 4266 MHz[88][87]
- Até 45 W TDP para mobile;[89] 35W a 65W TDP para desktop.[88]
- 7 nm na TSMC[87]
- Socket AM4 para desktop[88]
- Socket FP6 para mobile
- Lançado para celulares no início de 2021[87] com versões para desktop lançadas em novembro de 2020.[88]

### GPU baseada em RDNA

#### Arquitetura Zen 3+ (2022): Rembrandt
- Microarquitetura de CPU baseada em Zen 3+[90]
- GPU baseada em RDNA 2[90]
- O controlador de memória suporta DDR5-4800 e LPDDR5-6400[90]
- Até 45 W TDP para mobile
- Nó: TSMC N6[90]
- Socket FP7 para mobile
- Lançado para mobiles no início de 2022[90]